# Fenna Bolding
Femmigje (Fenna) Bolding (Beilen, 18 september 1958) is een voormalig politica voor de Communistische Partij van Nederland (CPN) en GroenLinks.
Bolding is afkomstig uit de CPN. In 1982 werd zij verkozen tot lid van het partijbestuur, wat zij bleef tot 1991. In 1984 werd zij lid van het dagelijks bestuur van de partij. In 1986 werd zij verkozen in de Eerste Kamer. Op dat moment was zij de jongste parlementariër in de geschiedenis. Zij was in de periode 1987-1988 gelijktijdig lid van de Provinciale Staten van Flevoland. In 1987 verloor de CPN ook zijn tweede zetel in de Eerste Kamer, omdat de partij in 1986 ook al haar zetel in de Tweede Kamer was verloren was Bolding tussen 1987 en 1989 de enige communistische vertegenwoordiger op nationaal niveau. Toen in 1989 de CPN samen met de Pacifistisch Socialistische Partij, de Politieke Partij Radikalen en de Evangelische Volkspartij fuseerde tot GroenLinks werd Bolding eerste woordvoerder van de gezamenlijke PSP-PPR-CPN Eerste Kamerfracties. In 1990 werd zij dus ook fractievoorzitter van GroenLinks in de Eerste Kamer. Tussen 1991 en 1995 was zij vicefractievoorzitter. In de periode 1994-1995 was zij afwezig vanwege zwangerschapsverlof. In de Eerste Kamer hield zij zich bezig met buitenlandse zaken, justitie, sociale zaken en de Nederlandse Antillen.
Tussen 1976 en 1978 studeerde Bolding architectonische vormgeving aan de Akademie voor Beeldende Kunsten "Minerva" te Groningen, van 1976 tot 1978. Tussen 1977 en 1978 werkte ze voor een advocatenkollectief in Groningen. Tussen 1981 en 1982 studeerde zij geschiedenis aan de Universiteit Utrecht. In 1985 was ze kortstondig ambtenaar bij de Gemeentelijke Sociale Dienst van Lelystad. In 1991 studeerde ze rechten, om in 1992 bestuurlijk juridisch medewerker van de Provincie Flevoland te worden. In 1998 stapte ze over naar de consultancy, en werd mede-eigenaar van het Adviesbureau Arrow.
- Parlement.com: vg09llo2fvwy